# Barapiréli
Barapiréli est une localité et une commune rurale du Mali de l'arrondissement de Madougou, dans le cercle de Koro et la région de Bandiagara.

## Villages
La commune s'étend sur 14 localités relevées lors du recensement général de 2009. 
Les villages les plus peuplés sont :
- Barapiréli (1 706 habitants)
- Orokoum (1 511 habitants)
- Ogotene (1 188 habitants)